# Luís Ferraz
Eduardo Luís Vieira Ferraz, hay Luís Ferraz (sinh ngày 1 tháng 4 năm 1987) là một cầu thủ bóng đá người Bồ Đào Nha thi đấu cho Vizela.

## Sự nghiệp câu lạc bộ
Anh ra mắt chuyên nghiệp tại Giải bóng đá hạng nhất quốc gia Bồ Đào Nha cho Vizela vào ngày 6 tháng 8 năm 2016 trong trận đấu trước Académico de Viseu.